# Iwaniwka (rejon nikopolski)
Iwaniwka (ukr. Іванівка) – wieś na Ukrainie, w obwodzie dniepropetrowskim, w rejonie nikopolskim, w hromadzie Perszotrawnewe. W 2001 liczyła 72 mieszkańców.